# Новоукраїнське (Криворізький район)
Новоукраїнське (до 12 травня 2016 — Пам'ять Ілліча) — село в Україні, у Нивотрудівській сільській громаді Криворізького району Дніпропетровської області.
Населення — 451 мешканець.

## Географія
Село Новоукраїнське знаходиться на правому березі каналу Дніпро — Кривий Ріг, який через 4 км впадає в Південне водосховище. На півдні межує з селом Нива Трудова, на сході з селом Веселі Чумаки, на півночі з селом Вільне та на заході з селом Нове Життя. Поруч проходить залізниця, станція Нива Трудова за 1 км.

## Населення
Згідно з переписом УРСР 1989 року чисельність наявного населення села становила 504 особи, з яких 230 чоловіків та 274 жінки.
За переписом населення України 2001 року в селі мешкало 460 осіб.

### Мова
Розподіл населення за рідною мовою за даними перепису 2001 року:
| Мова       | Відсоток |
| ---------- | -------- |
| українська | 92,90 %  |
| російська  | 5,99 %   |
| білоруська | 0,89 %   |
| молдовська | 0,22 %   |